# And the Glass Handed Kites
And The Glass Handed Kites er det fjerde album fra den danske gruppe Mew. Den er indspillet i Los Angeles med Michael Beinhorn som producer. Udgivet i efteråret 2005. Oprindeligt havde Mew indspillet "Forever and Ever" som pladens afsluttende nummer, men da de ikke var tilfredse med resultatet, indspillede de "Louise Louisa". "Louise Louisa" er inspireret af B-siden In Time, Do You Forget?

## Musikalsk stil
Albummet skiller sig ud fra Mews tidligere materiale, idet albummet er produceret som én lang ubrudt sang. Guitarriffs'ne betegnes som mere uigennemskuelige end på de tidligere albums, idet de ofte er mere komplekse end normale riffs.
På intronummeret, Circuitry of the Wolf, findes en meget tung heavylyd, der beskrives som et guitarangreb på linje med en tidlig Ride eller Dinosaur Jr..
Albummet, der blev produceret af den kendte producer Michael Beinhorn og optaget i sammes studie i Venice Beach, USA, fremhæves som velproduceret og trommeslager Silas Jørgensen fremhæves for sit kraftfulde og raffinerede spil.
I forhold til de to første albums, A Triumph For Man og Half the World Is Watching Me, har Mew bevæget sig helt væk fra de simple guitarlyde og simple kompositioner, og i forhold til det forrige album, Frengers, finder man på albummet en større musikalsk tyngde.
Sangene som enkelte enheder beskrives som svagere end på det foregående album, men som helhed roses albummet for den tidligere nævnte velproducerethed..

## Omslag
Omslaget til pladens forestiller bandets medlemmer, der er overlappet hinanden. Bagerst er trommeslager Silas Jørgensen med et vredt udtryk, der overlappes af forsanger Jonas Bjerre med et mere mildt udtryk. Halvt inde i Bjerres mund er bassist Johan Wohlert, der er afbilledet med hele guitarist Bo Madsens hoved i munden. Trykt oven på hovederne er et hvidt ikon, der afbilleder to hænder, der vender henholdsvis op og ned, tegnet med én lang streg.
Omslaget er blevet kraftigt kritiseret, og har fået den tvivlsomme ære af at være det andet album, der er omtalt i Pitchforks Your Cover's Blown. Desuden er omslaget på listen over de 25 værste omslag i samme magasins Top 25 Worst Album Covers of 2006

## Spor
And The Glass Handed Kites består af 14 originale numre, der alle undtagen ét er indspillet i USA. Alle numrene er krediteret som skrevet af Mew.
Originale numre
| 1. "Circuitry of the Wolf" – 2:46 Albummets meget heavy-inspirerede intro-sang. Nummeret er uden tekster, dog vokaliserer Bjerre efterhånden som nummeret fader ind i Chinaberry Tree. Forud for udgivelsen af pladen turnerede bandet med dette nummer som intro, dog i en anden udgave. 2. "Chinaberry Tree" - 3:33 En anden-del til Circuitry of the Wolf, som bandet valgte at skrive så de kunne inkludere nummeret på pladen. Sangen, der handler om den første kærlighed, slutter i en lang fade til det næste nummer på pladen. 3. "Why Are You Looking Grave?" - 3:50 Til dette nummer fik Mew J. Mascis til at synge duet med Bjerre. Nummeret har en meget tung guitarlyd, og er udgivet som single. Videoen til nummeret er dog blevet kritiseret for at være for symbolsk ift. bandets tidligere videoer. 4. "Fox Cub" - 1:16 Fungerer som en indledning til Apocalypso. Sangen er meget kort, og har kun sparsom lyrik. I slutningen af sangen høres en højere og højere optakt med trommerne til det første guitarriff på Apocalypso. 5. "Apocalypso" - 4:47 En meget populær sang blandt fans, og derfor også ofte hørt på koncerter. Er dog aldrig udgivet som egentlig single, men var tilgængelig som download før den officielle førstesingle, "Special". 6. "Special" - 3:12 Førstesinglen, der blev udgivet som forløber for albummet. Sangen, der handler om en special pige, har en musikvideo tilknyttet. I videoen ses en kvinde komme op af en sø for at danse med en mand, der dog vælger at smide hende tilbage i søen ved sangens slutning. Til live-koncerter har Mew skrevet en intro, der bygger op med flere og flere instrumenter. Denne intro brugtes ofte når "Special" var ekstranummer. | 1. "The Zookeeper's Boy" - 4:44 En af bandets absolut mest populære sange, ofte tilskrevet det karakteristiske "Are you my lady?"-omkvæd, der synges af Bjerre i en høj falset. Sangen har mange lags lyrik, og ofte høres tre stemmer, der overlapper. Sangen fik æren af at være årets hit i Gaffa i 2005. 2. "A Dark Design" - 3:29 En af de mere "hemmelige" sange på albummet. Spilles sjældent, hvis overhovedet, live. 3. "Saviours of Jazz Ballet (Fear Me, December)" - 3:19 Ofte spillet live, hvor den kobles bag på Apocalypsos udtoning. Sangen handler om bandet selv, og om hvordan de er forsvarerne af jazz-ballet. 4. "An Envoy to the Open Fields" - 3:40 En meget kompleks sang på grund af sine mange skift i rytmen. Beskrives ofte som et af albummets mesterværker netop på grund af denne kompleksitet. 5. "Small Ambulance" - 1:06 Et kort interlude med en meget hurtig tromme- og guitarlyd. Fungerer som pause mellem "An Envoy to the Open Fields" og "The Seething Rain Weeps For You". 6. "The Seething Rain Weeps For You (Uda Pruda)" - 4:18 En meget hurtig sang, der handler om at hovedpersonen skal sige farvel til en anden. På trods af sangens popularitet er den aldrig blevet spillet live på grund af sin indviklede rytme, der er hurtigere end den umiddelbart lyder. 7. "White Lips Kissed" - 6:45 På dette nummer brydes sangenes sammenhæng. Dette skyldes, at nummeret som det eneste er blevet optaget i København. Sangen skulle have været den fjerde single, men aldrig blev udgivet. En japansk version af nummeret findes på pladens japanske udgave. 8. "Louise Louisa" - 7:21 Pladens melankolske afslutningsnummer. Blev skrevet efter det oprindelige afslutningsnummer, "Forever and Ever", blev vejet og fundet for let. Nogle af teksterne findes også i B-siden "In Time, Do You Forget?" Nummeret slutter med at Bjerre råber "Stay with me, don't want to be alone". |

## Fodnoter
1. 1 2 3 4 5  Soundvenue.com: Mew – kolos på lette fjed Arkiveret 4. oktober 2007 hos  Wayback Machine. Hentet 21. juni 2008.
2. ↑  Anmeldelse på allmusicguide.com. Hentet 21. juni 2008.
3. ↑  Gaffa.dk: Pladeanmeldelse Arkiveret 10. marts 2007 hos  Wayback Machine. Hentet 21. juni 2008.
4. 1 2 3 4  Omslag set på fx forum.ge Arkiveret 12. februar 2010 hos  Wayback Machine. Hentet 21. juni 2008
5. ↑  PItchforkmedia.com: Your Cover's Blown #2: Mew. Hentet 21. juni 2008.
6. ↑  Pitchforkmedia.com: Top 25 Worst Album Covers of 2006. Hentet 21. juni 2008.